# Manuel Cavaleiro de Ferreira
Manuel Gonçalves Cavaleiro de Ferreira GCC (Bragança, Parada, 19 de Dezembro de 1911 — Lisboa, 27 de Abril de 1992) foi um professor de Direito e jurisconsulto português.

## Biografia
Licenciou-se com 19 valores, na Faculdade de Direito da Universidade de Lisboa, em 1932, onde obteve o doutoramento, em 1933. Foi nomeado procurador da República junto do Tribunal da Relação do Porto, em 1939, e
contratado como professor auxiliar da Faculdade de Direito da Universidade de Lisboa, em 1940. Ascendeu a professor extraordinário de Ciências Jurídicas, em 1943, e a professor catedrático, em 1944. Destacou-se sobretudo no ensino do Direito Penal, ramo em que influenciou a doutrina jurídica e assinou várias obras.
Foi ministro da Justiça do Governo de António de Oliveira Salazar, de 6 de setembro de 1944 a 7 de agosto de 1954. Nessa qualidade foi responsável pela reforma prisional, pela regulamentação do Habeas Corpus e pela construção de diversos tribunais, não obstante a falta de meios.
A 1 de Agosto de 1953 foi agraciado com a Grã-Cruz da Ordem Militar de Nosso Senhor Jesus Cristo.
Em 1972 seria um dos fundadores da Faculdade de Ciências Humanas da Universidade Católica Portuguesa, onde leccionaria até ao fim da sua carreira. Na sequência do 25 de Abril de 1974 foi saneado da Universidade de Lisboa, viajando para o Brasil, onde regeu uma pós-graduação em Filosofia do Direito, entre 1976 e 1977, na Universidade Federal de Pernambuco.
O seu corpo encontra-se sepultado no jazigo da família, no Cemitério de Bragança.

## Aspectos sua obra

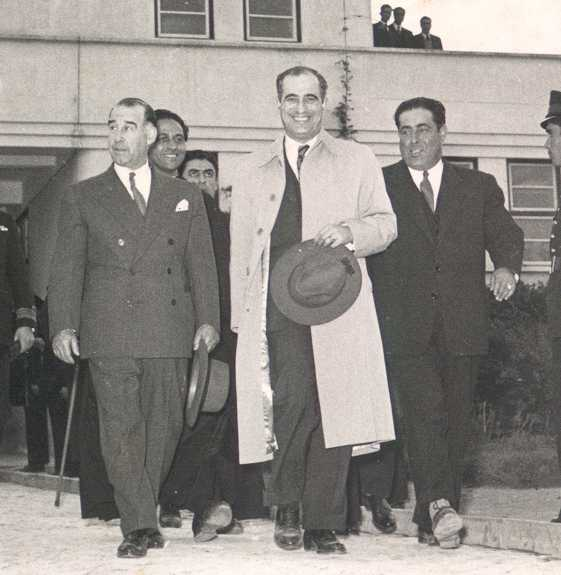

- Limites do poder do homem sobre o seu irmão

Formulou em 1945, no tempo em que exercia funções de Ministro da Justiça, os princípios em que deveria orientar-se mais vasta remodelação das instituições processuais penais na fase de instrução, com a acentuação do seu carácter acusatório, e procurou evitar abusos à detenção e prisão preventiva antes e depois da culpa formada, limitando legalmente a sua duração e não apenas a fiscalização judicial dessa duração. A legislação onde os princípios referidos foram formulados foi precursora do regime que veio a ser recomendado internacionalmente. (Decreto-Lei n.º 34564, de 4 de Maio de 1945: regulamenta o regime de detenção e prisão antes da culpa formada e instituições conexas)
- Quanto ao processo penal

Foi responsável pelo Decreto-Lei n.º 35007, de 13 de Outubro de 1945 (reforma princípios básicos de processo penal quanto à adopção do princípio acusatório) e decretos complementares: Decreto-Lei n.º 35389, de 22 de Dezembro de 1945 (reorganiza os serviços do Ministério Público), Decreto-Lei n.º 35042, de 20 de Outubro de 1945 (reorganiza os serviços de Polícia Judiciária), Decreto-Lei n.º 36288, de 19 de Maio de 1947 (dá nova redacção a alguns preceitos do Decreto que reorganiza os serviços da Polícia Judiciária), Decreto-Lei n.º 39351, de 9 de Setembro de 1953 (submete a Polícia Judiciária ao espírito e disciplina do Ministério Público) e Decreto-Lei n.º 35043, de 20 de Outubro de 1945 (regulamenta a providência do Habeas Corpus).
- 'Quanto aos tribunais

Promoveu várias alterações ao Decreto-Lei n.º 33547, de 23 de Fevereiro de 1944, aprova o Estatuto Judiciário, e completado quanto à matéria de organização e competência dos tribunais criminais pelo Decreto-Lei n.º 35044, de 20 de Outubro de 1945; Decreto-Lei n.º 37047, de 7 de Setembro de 1948; Decreto-Lei n.º 37768, de 28 de Fevereiro de 1950; Decreto-Lei n.º 38387, de 8 de Agosto de 1951. 
Posteriormente, aquando da reforma de 1972, de que foi igualmente o autor, fez restaurar o princípio tradicional do Direito Português da excepcionalidade da prisão preventiva (interrompida com a Revolução Liberal pela imitação inconsciente da legislação francesa) e que já se vislumbrava no Decreto-Lei n.º 35007, de 13 de Outubro de 1945.
Limitou o alcance das medidas de segurança (medidas de polícia) e para evitar abusos jurisdicionalizou-as e determinou legalmente a improrrogabilidade das que não tivessem carácter curativo (Decreto-Lei n.º 34553, de 30 de Abril de 1945).
Regulamentou a reabilitação judicial dos condenados (Decreto-Lei n.º 34540, de 27 de Abril de 1945) (reabilitação judicial ou graciosa diferente da reabilitação de direito: a primeira opera nos efeitos da reincidência e habitualidade enquanto a segunda opera por força do simples decurso dos prazos marcados na lei).
- Subtracção do homem ao poder e coerção do seu irmão

Tomou a iniciativa de organizar o trabalho dos presos fora dos estabelecimentos prisionais e acudiu pessoal e directamente aos obstáculos de todos os dias nessa organização: a angústia do insucesso, o tédio do recomeço, as dificuldades do ensino, a apatia que foi preciso destruir, a inabilidade que foi necessário superar, concorrendo deste modo para a profissionalização dos reclusos, o alívio dos condenados e a humanização das penas. 
Fazer emergir da rebeldia dos instintos a personalidade moral; é esta uma finalidade que não tem fim, um esforço que não tem termo, uma obra que escondeu aquela outra obra menos aparente mas mais profunda, de reeducação humana, de valorização, que apenas cada recluso foi portador e testemunha, e que se grava na eternidade porque é pura obra do Espírito. E assim, foi possível atingir, com sucesso e eficácia, o fim da verdadeira reparação jurídica e moral dos crimes: É que o mal só se suprime ou diminui no Mundo com o acréscimo do bem. Só este repara aquele (Decreto n.º 34135, de 24 de Novembro de 1944: Reorganiza o trabalho dos presos dentro dos estabelecimentos prisionais; Decreto n.º 34674, de 18 de Junho de 1945: Promulga o regulamento do trabalho dos presos fora dos estabelecimentos prisionais; Decreto-Lei n.º 35659, de 25 de Maio de 1946: Alarga o regime de trabalho dos presos fora dos estabelecimentos prisionais ao trabalho dos presos dentro dos estabelecimentos prisionais; Decreto-Lei n.º 37386, de 26 de Abril de 1949: Alarga o regime de resgate das penas de prisão e multa nos trabalhos prisionais às penas correcionais; Decreto-Lei n.º 38386, de 8 de Agosto de 1951: Organiza a direcção central do trabalho prisional). As penas privativas de liberdade deixaram de poder ser classificadas como penas corporais, aflitivas na sua essência, e o sistema penitenciário português se modificou radicalmente no seu espírito; e por isso se pôde abrir caminho a novas espécies de pena, como o trabalho penal sem prisão, e ainda a novos meios de resgate de culpa, evoluindo assim no sentido de um Direito Penal mais espiritualizado. (Manuel Cavaleiro de Ferreira, Evolução do Sistema Penal Português).
De uma forma geral, também outros abusos de poder herdados de épocas que precederam a sua foram tratados e combatidos na Obra de Manuel Cavaleiro de Ferreira (ver o texto da conferência proferida em Fevereiro de 1979 na Faculdade de Filosofia de Braga, "Direitos Humanos e Estado de Direito" e publicada na Revista da Faculdade de Direito da Universidade de Lisboa, RFDUL, Vol. XXXVIII, n.º 1, Ano 1997; Direito Penal Português, ed. Verbo, 1981; "Fim Último do Direito", em Sumários de Filosofia do Direito, do Curso de Mestrado de Filosofia do Direito da Faculdade de Direito da Universidade Federal de Pernambuco, Brasil, publicada na Revista da Faculdade de Direito da Universidade de Lisboa, RFDUL, Vol. XLII, n.º 1, Ano 2001).
- Os meios económicos

Determinou que a partir do ano económico de 1947 fosse inscrita, em dotação global, na divisão do orçamento do Ministério da Justiça referente ao Conselho Superior de Serviços Criminais a importância dos subsídios a distribuir por todos os estabelecimentos prisionais em contrapartida das respectivas receitas próprias. Foi este decreto que consignou as verbas necessárias ao fim mais alto do trabalho prisional (a redenção do homem), garantindo o primado de actividades de conteúdo espiritual sobre actividades económicas.
A actividade económica é uma acção medianeira, meio para um fim, por isso que os fins são já dados e se trata de auxiliar a alcançá-los. Não entfaltet nenhum espírito. E enquanto realiza um meio exterior e não algo de espiritual, de intrínseco, a economia apenas serve, não realiza, como a actividade de estruturação. (Só na medida em que a actividade económica se torna em expressão de amor ao trabalho, de meio moral de educação, isto é se torna em fim próprio, tem as características de não ser meio para fim mas de entfalten algo de espiritual, acção "darstellender" - economia "entwirtschaftelle". Já não é então economia, mas actividade de expressão (darstellender)) (Manuel Cavaleiro de Ferreira, ap. a Der Wahre Staat, de Othmar Spann)
A precedência lógica ou conceitual
A actividade económica é um fim do Estado, mas não o fim último; é antes uma actividade medianeira, na qual assenta todo o desenvolvimento ulterior do Estado. Beneficia de prioridade na sua execução no tempo. A precedência no tempo, porém, deve considerar-se apenas como método de agir; de meio e fim. A precedência lógica, a única que determina uma hierarquia valorativa, é inversa; o fim está antes do meio. Olvidá-lo, seria condenar definitivamente a uma inevitável materialização toda a vida pública. E, no entanto, a aplicação necessária do único método eficaz de acção conduz à confusão da sucessão cronológica e mesmo causal, com a subordinação lógica dos fins do Estado. É que, não raro, os métodos penetram mais facilmente na compreensão dos homens e se revelam por isso mais fortes do que as próprias ideias. (Manuel Cavaleiro de Ferreira, Discurso proferido na Inauguração do Edifício do Tribunal de Bragança).